# Circuit breaker
O Circuit Breaker é um mecanismo utilizado pela B3 que permite, na ocorrência de movimentos bruscos de mercado, o amortecimento e o rebalanceamento das ordens de compra e de venda.
Esse instrumento constitui-se em uma proteção à volatilidade excessiva em momentos atípicos de mercado, sendo utilizado em vários países, como Brasil, Estados Unidos, entre outros.

## Brasil
Quando o Ibovespa atinge um limite de baixa de dez por cento em relação ao índice de fechamento do dia anterior, o circuit breaker é ativado, fazendo com que todos os negócios sejam interrompidos por trinta minutos. 
Se ao reabrir os negócios, a variação do Ibovespa atingir uma oscilação negativa de 15% em relação ao índice de fechamento do dia anterior, as negociações são interrompidas novamente pelo período de uma hora. Se ao reabrir os negócios, a variação do Ibovespa atingir uma oscilação negativa de 20% em relação ao índice de fechamento do dia anterior, as negociações poderão ser interrompidas novamente por qualquer prazo definido pela B3 e divulgado ao mercado pela Agência Bovespa de Notícias.
Sempre haverá um período de 30 minutos de negociações contínuas no final da sessão regular, para que compradores e vendedores ajustem suas posições. Portanto, o Circuit Breaker não poderá ser acionado nestes últimos 30 minutos de negociações.

## Estados Unidos
Na Bolsa de Valores de Nova Iorque (NYSE), esses limites foram estabelecidos após a Segunda-feira negra de 1987, a fim de reduzir a volatilidade do mercado e as massivas vendas de pânico, dando aos traders tempo para reconsiderar suas transações. O registro regulamentar que torna os circuit-brakers obrigatórios nas bolsas de valores dos Estados Unidos é a Regra 80B da Comissão de Títulos e Câmbio dos Estados Unidos (no inglês Securities and Exchange Commission, abreviado como SEC).  